# Christliche Flagge

Die christliche Flagge

Die sogenannte christliche Flagge ist US-amerikanischen Ursprungs und wurde entworfen, um die Gesamtheit des Christentums zu repräsentieren. Die Grundfarbe ist wie bei der Parlamentärflagge weiß, doch enthält die christliche Flagge eine Gösch aus einem blauen Rechteck in der linken oberen Ecke, in der sich ein rotes Kreuz befindet.

## Ursprung
Die christliche Flagge wurde erstmals am 26. September 1897 in der Brighton Chapel auf Coney Island in Brooklyn, New York City, verwendet. Charles C. Overton, der Leiter einer Sonntagsschule, war dazu gezwungen, den versammelten Studenten aus dem Stegreif einen Vortrag zu halten, da der vorgesehene Referent nicht eingetroffen war. Overton sah eine Flagge der Vereinigten Staaten in der Kapelle und nahm diese als Inspiration für seine Rede, in der er die Schüler fragte, wie eine Flagge aussehen müsse, die die Christenheit repräsentieren sollte. Basierend auf der US-Flagge entwickelten sie noch am selben Tag diese Flagge.
1903 schrieb Fanny Crosby das Lied The Christian Flag! Behold It über die Symbolik der Flagge.
1907 produzierte Charles C. Overton zusammen mit Ralph Diffendorfer vom Methodist Young People’s Missionary Movement eine erste größere Menge an Flaggen.
Am 23. Januar 1942 wurde die Flagge vom National Council of Churches zur Flagge aller Christen ernannt.

## Symbolik
Das Rot des Kreuzes symbolisiert das Blut Christi und soll daran erinnern, dass Gott die Welt so sehr geliebt hat, dass er seinen eingeborenen Sohn gab, damit alle, die an ihn glauben, nicht verloren gehen, sondern das ewige Leben haben (Johannes 3,16). Die in der Königsfarbe Blau gehaltene Gösch steht als Hoheitszeichen für die Herrschaft Christi und soll alle Gläubigen an ihre Taufe erinnern, das Symbol dafür, dass sie jetzt Kinder Gottes und damit auch Miterben Christi sind (Römer 8,17). Das Weiß als Grundfarbe soll daran erinnern, dass alle Gläubigen von ihren Sünden reingewaschen wurden und nun Parlamentäre an Christi statt sind, mit dem Missionsbefehl, der ganzen Welt diese Botschaft zu bringen, damit auch sie sich mit Gott versöhnen lässt (2. Korinther 5,20).

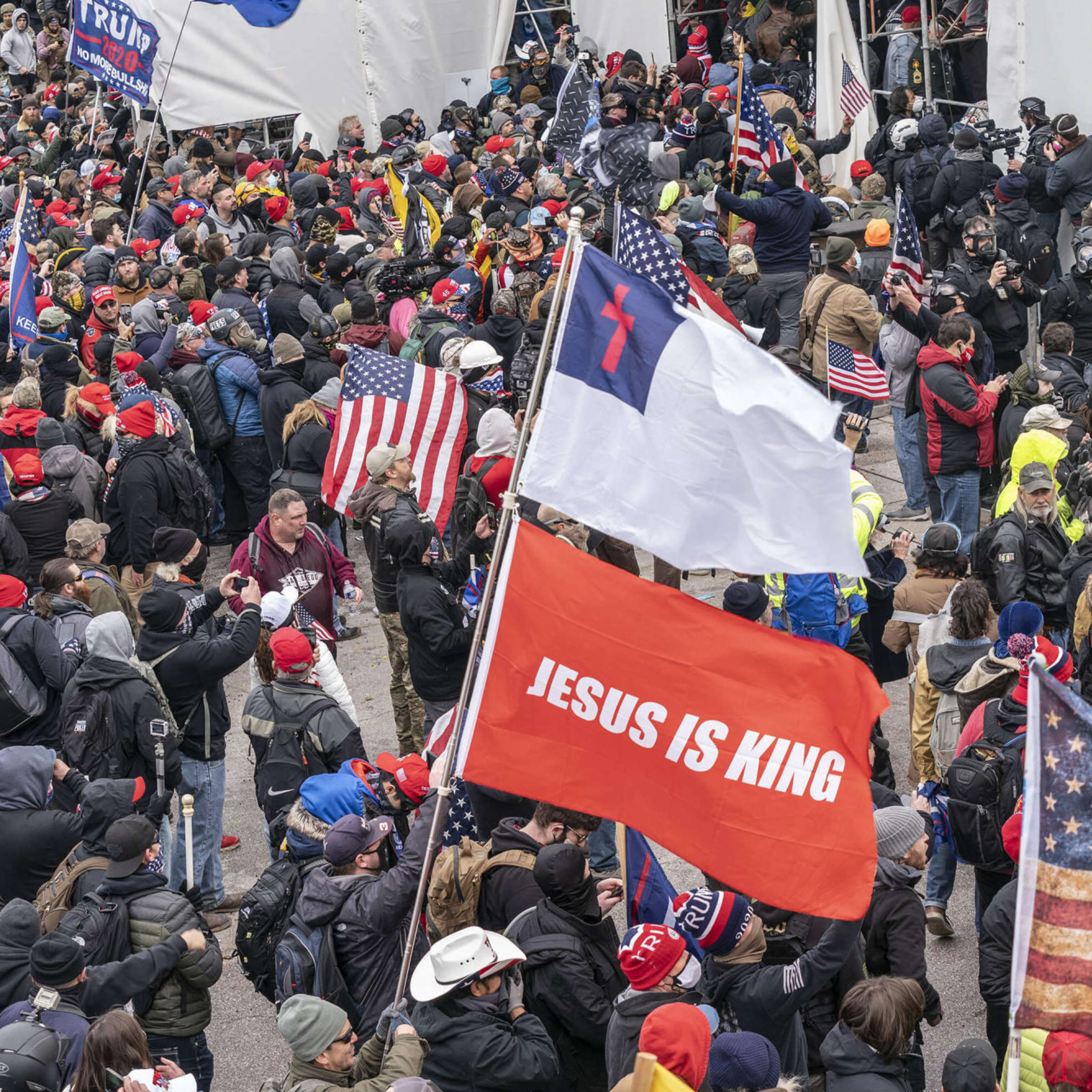
Die christliche Flagge beim Sturm auf das Kapitol in Washington 2021

## Gebrauch

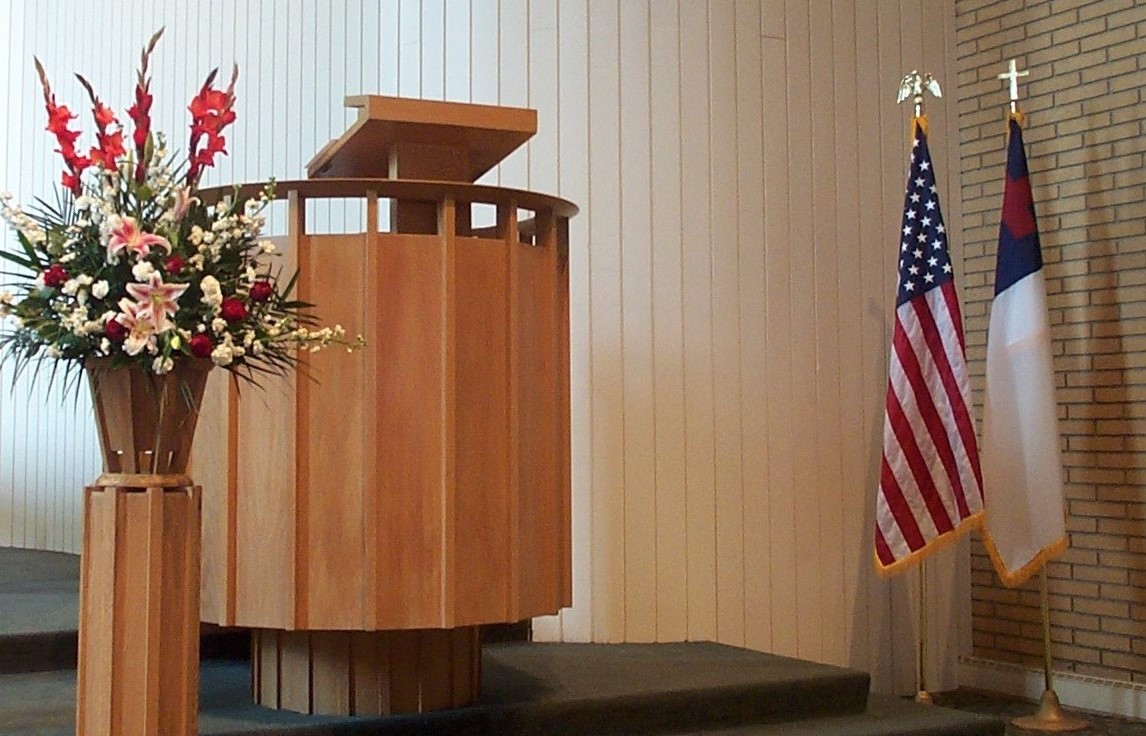
Die christliche Flagge zusammen mit der Flagge der Vereinigten Staaten in einer Kirche in California.

Die Flagge wurde durch evangelikale Mission weltweit verbreitet und ist vornehmlich bei protestantischen Kirchen in Nord-, Mittel- und Südamerika sowie Afrika, Australien und Asien (dort insbesondere auf den Philippinen und in Südkorea) zu sehen. In Europa ist sie hingegen kaum verbreitet und nur unter Freikirchen bekannt. Besonders in den USA wird sie traditionell in der Karwoche auch von Privatpersonen öffentlich gehisst, und das oft entgegen der üblichen Regel oberhalb der Nationalflagge Stars and Stripes. Besonders in gesellschaftspolitisch-konservativen Kreisen ist sie zunehmend beliebt und entwickelte sich in den letzten Jahren zu einem Gegensymbol der „Woke“-Bewegung. Mehrere Städte, in denen während des Pride Month im Juni die Regenbogenfahne vor dem Rathaus wehte, wurden erfolgreich dazu verklagt, auch die christliche Flagge, beispielsweise während der Osterzeit, wehen lassen zu müssen; im richtungsweisenden Urteil zum Fall Shurtleff v. City of Boston entschied der Oberste Gerichtshof der Vereinigten Staaten 2022 einstimmig mit 9:0.

## Treueschwur
Nach einer Flaggenpräsentation von Ralph Diffendorfer verfasste der methodistische Pastor Lynn Harold Hough einen Treueschwur (pledge of allegiance) auf die christliche Flagge. Die erste Version endete zunächst relativ offen mit: „… eine Bruderschaft, welche die ganze Menschheit [alternativ: alle Christen] in Dienst und Liebe vereint.“ Später wurde dies zu dem etwas detaillierteren und heute in den meisten Kirchen, die diese Flagge verwenden, gebräuchlichen Schluss umformuliert.
| Englisches Original | Deutsche Übersetzung |
| --- | --- |
| I pledge allegiance to the Christian flag and to the Saviour for whose Kingdom it stands; one Saviour, crucified, risen, and coming again with life and liberty to all who believe. | Ich gelobe Treue der christlichen Flagge und dem Retter, für dessen Königreich sie steht; ein Retter, gekreuzigt, auferstanden und wiederkommend mit Leben und Freiheit für alle, die glauben. |

## Hymne
Die Hymne The Christian Flag! Behold It wurde 1903 von Fanny Crosby komponiert.
| Englisches Original | Deutsche Übersetzung |
| --- | --- |
| The Christian Flag! Behold It And Hail It With A Song, And Let The Voice Of Millions The Joyful Strain Prolong. To Every Clime And Nation, We Send It Forth Today, God Speed Its Glorious Mission; With Earnest Hearts We Pray.         | Die christliche Flagge! Betrachte sie und grüße sie mit einem Lied, und lass die Stimme von Millionen die freudigen Klänge verlängern. Zu jeder Gegend und Nation senden wir sie heute weiter, Gott beschleunige ihre glorreiche Mission; mit aufrichtigem Herzen beten wir. |
| Refrain The Christian Flag! Behold It, And Hail It With A Song, And Let The Voice Of Millions The Joyful Strain Prolong. | Refrain Die christliche Flagge! Betrachte sie Und grüße sie mit einem Lied, Und lass die Stimme von Millionen die freudigen Klänge verlängern. |
| The Christian Flag! Unfurl It, That All The World May See The Bloodstained Cross Of Jesus, Who Died To Make Us Free. The Christian Flag! Unfurl It, And O’er And O’er Again, Oh! May It Bear The Message, “Good Will And Peace To Men.” | Die christliche Flagge! Entfalte sie, dass die ganze Welt sehen kann das blutbefleckte Kreuz Jesu, der starb, um uns frei zu machen. Die christliche Flagge! Entfalte sie, und wieder und wieder; oh, möge sie die Botschaft tragen: „Guter Wille und Friede den Menschen.“  |
| The Christian Flag! God Bless It! Now Throw It To The Breeze, And May It Wave Triumphant O’er Land And Distant Seas. Till All The Wide Creation Upon Its Folds Shall Gaze, And All The World United, Our Loving Saviour Praise.         | Die christliche Flagge! Gott segne sie! Jetzt wirf sie in die Brise, und möge sie triumphierend flattern über Land und ferne Seen. Bis die ganze weite Schöpfung auf ihre Falten blickt und die ganze Welt vereint unseren liebenden Retter lobpreist.                       |

## Andere christliche Flaggen

Flagge der Vatikanstadt
Flagge des Ökumenischen Patriarchen von Konstantinopel
Flagge der Episkopalkirche der Vereinigten Staaten von Amerika
Kirchenfahne der Evangelischen Kirche in Deutschland
Flagge der Heilsarmee